# Town 'n' Country, Florida
Town 'n' Country, Florida (енгл. Town n Country) насељено је место без административног статуса у америчкој савезној држави Флорида.

## Демографија
По попису из 2010. године број становника је 78.442, што је 5.919 (8,2%) становника више него 2000. године.
| Група             | 2000.          | 2010.          |
| Белци             | 42.405 (58,5%) | 32.992 (42,1%) |
| Афроамериканци    | 5.724 (7,9%)   | 7.588 (9,7%)   |
| Азијати           | 2.377 (3,3%)   | 3.198 (4,1%)   |
| Хиспаноамериканци | 21.010 (29,0%) | 34.380 (43,8%) |
| Укупно            | 72.523         | 78.442         |